# Nytårsfesten (film)
|  | Denne artikel er oprettet af botten Steenthbot ud fra en ekstern database. Den kan derfor have sproglige fejl eller mangler. Denne skabelon kan fjernes efter kontrol af indholdet. |

Nytårsfesten er en dansk børnefilm fra 1998 instrueret af Erling Budde.

## Handling
Det er nytårsaften. Hugo er alene i sin lejlighed, men på den anden side af gaden er der stor nytårsfest, hvor den smukke Gretha er værtinde...

## Medvirkende
- Thomas Bang
- Kajsa Kvaale